# Stichting Islamitisch Begrafeniswezen
Stichting Islamitisch Begrafeniswezen (IBW) is een Nederlandse islamitische organisatie, die tot doel heeft het begraven volgens de islamitische jurisprudentie te vergemakkelijken. De stichting bestaat uit leden van verschillende afkomsten en is ook niet op een bepaalde wetschool gebaseerd.  
Tevens heeft stichting IBW als doel om de overdracht van islamitische kennis ten behoeve van begraven te bevorderen en het oprichten van een islamitische College van Doodgravers.
Stichting IBW is in onderhandeling op verschillende plaatsen binnen Nederland met lokale overheden om Islamitische begraafplaatsen te realiseren.  